# Centrum Informacji o Ofiarach II Wojny Światowej
Centrum Informacji o Ofiarach II Wojny Światowej – wydzielona komórka w ramach Archiwum IPN, które udziela informacji o Polakach i obywatelach polskich innych narodowości będących ofiarami represji niemieckich i sowieckich w okresie II wojny światowej i po jej zakończeniu (1939–1956).

## Zadania i działalność
W maju 2014 r. została zainaugurowana działalność Centrum Informacji o Ofiarach II Wojny Światowej, utworzonego w ramach Archiwum Instytutu Pamięci Narodowej. Jego głównym zadaniem jest udzielanie informacji na podstawie posiadanego zasobu o ofiarach represji niemieckich i sowieckich w okresie II wojny światowej i po jej zakończeniu (1939–1956). Centrum przeprowadza również poszukiwania osób zamordowanych przez ukraińskich nacjonalistów. Informacje są udostępniane osobom, które chcą udokumentować doznane represje, poszukują informacji o losach bliskich, badaczom i dziennikarzom zajmującym się tematyką II wojny światowej. W przypadku badaczy i dziennikarzy konieczne jest złożenie stosownego wniosku o udostępnienie materiałów zgodnie z ustawą o IPN.

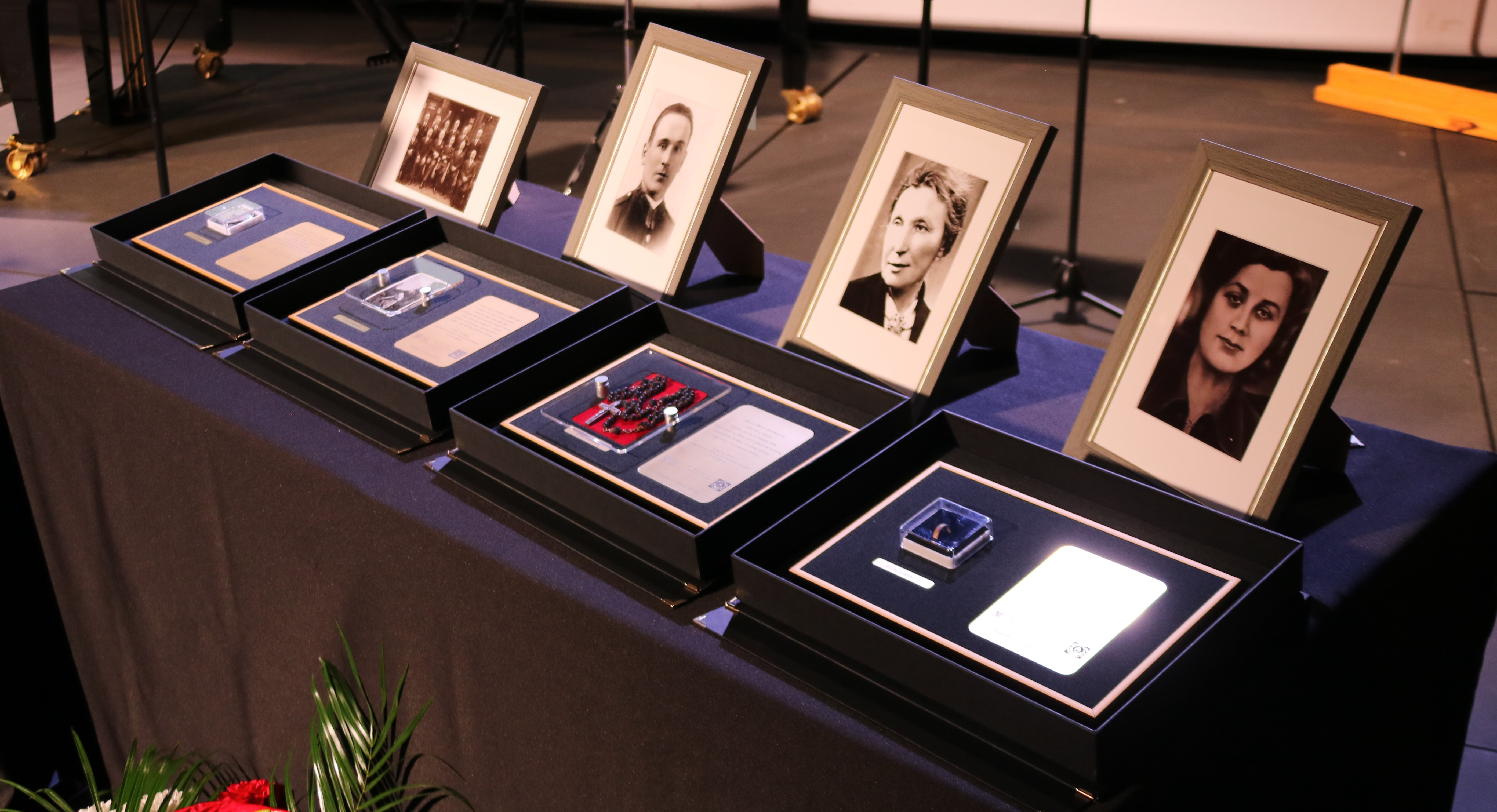
Pamiątki przekazane rodzinom w ramach projektu #StolenMemory – Skradziona Pamięć

W latach 2017–2019 przedstawiciele Centrum brali udział w pracach Parlamentarnego Zespołu ds. Oszacowania Wysokości Odszkodowań Należnych Polsce od Niemiec za Szkody Wyrządzone w trakcie II Wojny Światowej. Celem prac Zespołu było ustalenie wielkości strat osobowych i materialnych poniesionych przez państwo polskie wskutek okupacji niemieckiej. W ramach współpracy z Zespołem Centrum udostępniło informacje ze swego zasobu aktowego. We wrześniu 2018 r. została uruchomiona strona internetowa Centrum, która ułatwia kontakt z osobami zainteresowanymi poszukiwaniem informacji o losach swych krewnych. W 2019 r. Centrum brało udział w projekcie upamiętnienia grupy Ładosia. Po przeprowadzeniu kwerend w zasobie ewidencyjnym odnaleziono dane dotyczące 998 osób.
Od 2020 r. Centrum współpracuje z Arolsen Archives – Międzynarodowym Centrum Prześladowań Nazistowskich w ramach projektu #StolenMemory – Skradziona Pamięć. Jego celem jest odnalezienie rodzin i zwrócenie pamiątek po ofiarach niemieckich represji. W posiadaniu archiwum w Niemczech znajduje się prawie 3000 rzeczy osobistych byłych więźniów obozów koncentracyjnych, m.in.: zegarki kieszonkowe i na rękę, pierścionki, portfele, zdjęcia rodzinne oraz przedmioty codziennego użytku. Należały one do więźniów z ponad 30 krajów, w tym również z Polski. Dotychczas udało się odnaleźć wiele rodzin oraz zaprezentować wystawę #StolenMemory – Skradziona Pamięć w Warszawie, Bydgoszczy i Białymstoku.
W ramach swej działalności Centrum prowadzi i nadzoruje kilka projektów związanych z upowszechnianiem wiedzy o losach Polaków:
- Straty osobowe i ofiary represji pod okupacją niemiecką – program „Straty osobowe i ofiary represji pod okupacją niemiecką” został zainicjowany w 2006 roku przez Instytut Pamięci Narodowej, Ministerstwo Kultury i Dziedzictwa Narodowego oraz Ośrodek Karta. Jego podstawowym celem jest zebranie informacji o ofiarach II wojny światowej i osobach represjonowanych przez władze i organa bezpieczeństwa III Rzeszy w okresie od 1939 do 1945 roku. Od 2009 roku program prowadzony jest przez Fundację „Polsko-Niemieckie Pojednanie” i nadzorowany przez IPN. Projekt realizowany jest we współpracy z wieloma instytucjami zajmującymi się problematyką II wojny światowej, m.in. Muzeum Powstania Warszawskiego, Archiwum Akt Nowych, Centralnym Muzeum Jeńców Wojennych w Łambinowicach, Instytutem Polskim i Muzeum im. gen. Sikorskiego w Londynie. Baza danych składa się z ponad 5 milionów rekordów odnoszących się do losów obywateli polskich represjonowanych przez III Rzeszę. Tworzona jest na podstawie dokumentacji przechowywanej w polskich i zagranicznych archiwach, muzeach, miejscach pamięci i instytucjach. Dodatkowo informacje pochodzą od osób represjonowanych i ich rodzin. Wyszukiwarka zawiera rekordy dotyczące m.in. pracowników przymusowych, osób wysiedlonych, jeńców wojennych, poległych żołnierzy, więźniów niemieckich zakładów karnych i obozów koncentracyjnych, ofiar egzekucji[7].
- Poszukiwania losów ofiar represjonowanych przez Związek Sowiecki – w Archiwum Instytutu Pamięci Narodowej w Warszawie w tzw. zbiorze akt wschodnich przechowywane są kopie dokumentów dotyczących losów obywateli polskich na ziemiach wschodnich II Rzeczypospolitej i w ZSRS w latach 1939–1956. Zbiór ten stanowi ponad 30 metrów bieżących akt (2249 jednostek archiwalnych), kopii papierowych oraz blisko 700 jednostek archiwalnych kopii cyfrowych pozyskanych z różnych instytucji, m.in. z Wydzielonego Państwowego Archiwum Służby Bezpieczeństwa Ukrainy, Naczelnej Prokuratury Ukrainy w Kijowie, Litewskiego Archiwum Specjalnego w Wilnie, Archiwum Ministerstwa Spraw Wewnętrznych Gruzji, Narodowego Archiwum Republiki Białorusi czy Rosyjskiego Państwowego Archiwum Wojskowego w Moskwie. Archiwum IPN dysponuje ponadto dokumentacją związaną z represjami sowieckimi wobec obywateli polskich z lat 1939–1956, zgromadzoną przez Jędrzeja Tucholskiego, badacza zbrodni katyńskiej, oraz materiałami dotyczącymi mordu katyńskiego, które IPN otrzymał ze Studium Polski Podziemnej w Londynie. W zasobie archiwalnym IPN przechowywane są dokumenty wytworzone przez Armię Czerwoną, urzędy i organa bezpieczeństwa ZSRS oraz republik sowieckich – białoruskiej, litewskiej, ukraińskiej czy też gruzińskiej. Wśród nich znajduje się wiele cennych i interesujących dokumentów, m.in. wykazy internowanych na Litwie obywateli polskich, w tym funkcjonariuszy Policji Państwowej i żołnierzy Korpusu Ochrony Pogranicza, akta spraw karno-śledczych obywateli polskich (dotyczące m.in. członków polskich organizacji niepodległościowych działających na Kresach Wschodnich II Rzeczypospolitej), meldunki Ludowego Komisariatu Spraw Wewnętrznych ZSRS, poświęcone działalności i likwidacji polskich organizacji konspiracyjnych czy też wykazy ilościowe transportów kolejowych wywożących polskich jeńców wojennych z Kozielska, Ostaszkowa i Starobielska[8].
- Indeks Represjonowanych – w 2013 roku Instytut Pamięci Narodowej pozyskał od Fundacji Ośrodka Karta bazę programu „Indeks Represjonowanych” oraz ankiety personalne, wypełniane przez ofiary represji sowieckich lub ich rodziny[9]. Baza została uzupełniona przez pracowników Centrum o wykazy imienne zgromadzone w ramach Archiwum Wschodniego, różnego rodzaju spisy i zbiory danych dotyczące represjonowanych, takie jak dane z kartoteki akt personalnych jeńców polskich w ZSRS z Kolekcji Akt z Archiwów Rosyjskich przechowywanej w Centralnym Archiwum Wojskowym, dane z bazy komputerowej Urzędu do Spraw Kombatantów i Osób Represjonowanych, bazy komputerowe sporządzane przez Stowarzyszenie Memoriał w Moskwie. Do bazy wprowadzono dane ofiar zbrodni katyńskiej z obozów w Kozielsku, Ostaszkowie i Starobielsku, jeńców wojennych przetrzymywanych w innych obozach, osób deportowanych w głąb ZSRS w latach 1940–1941, osób internowanych na przełomie 1944 i 1945 roku, a także więźniów łagrów w okolicach Workuty. Obecnie w bazie internetowej „Indeks Represjonowanych” udostępnione jest 316 000 rekordów[10]. Ponadto Centrum dysponuje wewnętrzną wersją tej bazy liczącą ok. 1 200 000 rekordów[11].
- Fort III Pomiechówek – w ramach wspólnego projektu Centrum Informacji o Ofiarach II Wojny Światowej, Wydziału Notacji i Opracowań Multimedialnych Biura Edukacji Narodowej IPN oraz Fundacji Fort III Pomiechówek, w latach 2018–2019 zostało nagranych blisko 20 notacji filmowych dotyczących losów więźniów Fortu III w Pomiechówku. Wspólny projekt obejmował także stworzenie bazy więźniów, kalendarium wydarzeń oraz wyprodukowanie filmu edukacyjnego, służącego upamiętnieniu ofiar popełnionych tam zbrodni[12].

## Materiały archiwalne i pomoce

### Zasób aktowy
Centrum dysponuje materiałami archiwalnymi zgromadzonymi przez Główną Komisję Badania Zbrodni przeciwko Narodowi Polskiemu, a przekazanymi do zasobu Archiwum IPN. W przechowywanej dokumentacji znajdują się zarówno akta wytworzone przez urzędy i organa bezpieczeństwa III Rzeszy, w tym m.in. Główny Urząd Bezpieczeństwa Rzeszy (Reichssicherheitshauptamt) i Tajną Policję Państwową (Geheime Staatspolizei), jak i instytucje zagraniczne, m.in. Amerykańskie Trybunały Wojskowe w Norymberdze (US Nuremberg Military Tribunals).

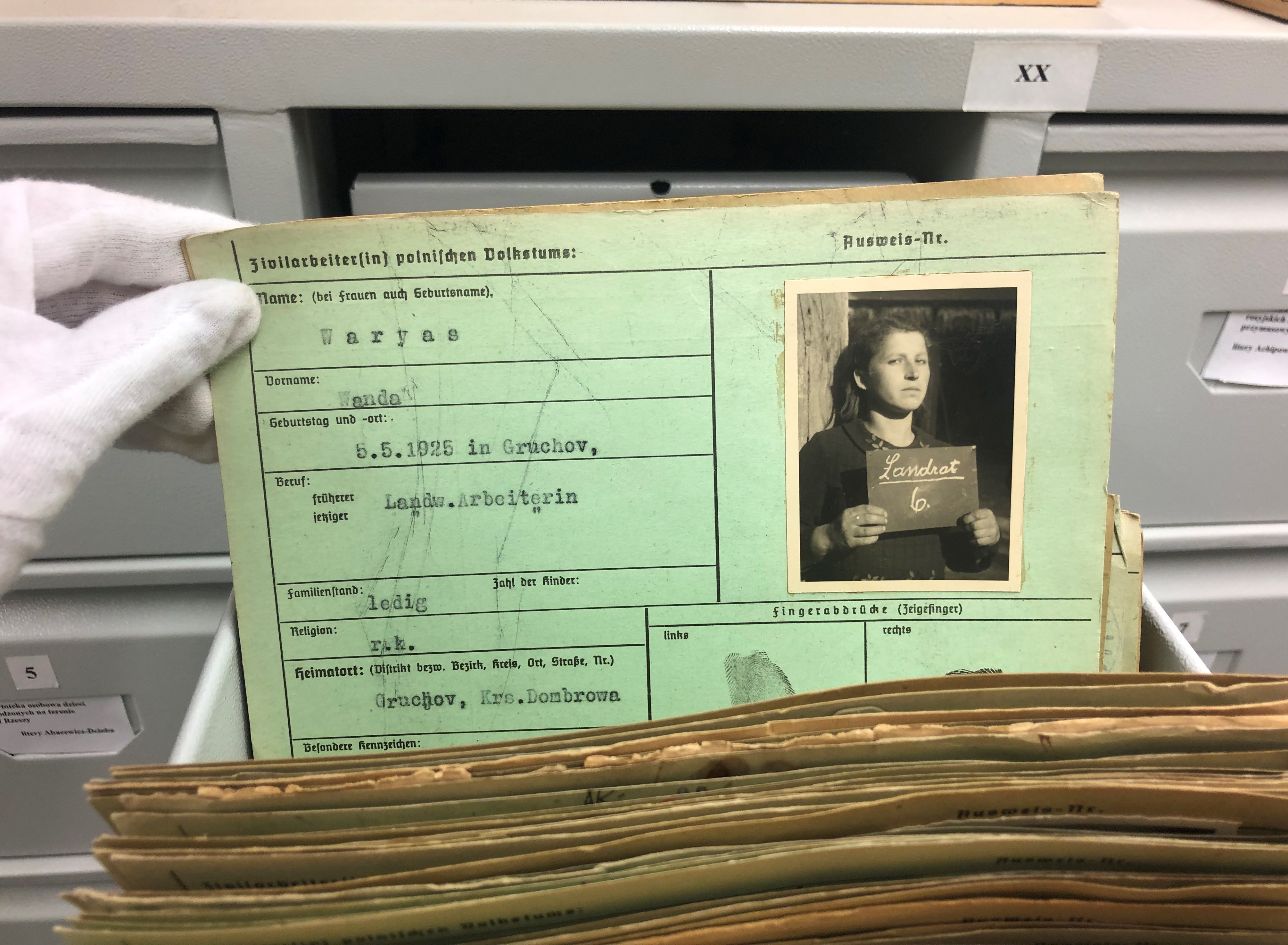
Kartoteka polskich i ukraińskich robotników przymusowych będąca w dyspozycji Centrum

Centrum dysponuje również oryginalnymi aktami z niemieckich obozów koncentracyjnych (Auschwitz-Birkenau, Buchenwald, Dachau, Gross-Rosen, Mauthausen, Mittelbau, Ravensbrück i Sachsenhausen) oraz dokumentacją Polaków wysyłanych do pracy przymusowej na terytorium III Rzeszy, są to m.in. listy transportowe Arbeitsamtów w Warszawie i w Krakowie. Obok dokumentów niemieckojęzycznych, w zasobie Centrum znajdują się także akta postępowań karnych wszczętych na podstawie dekretu Polskiego Komitetu Wyzwolenia Narodowego z 31 sierpnia 1944 roku o wymiarze kary dla faszystowsko-hitlerowskich zbrodniarzy winnych zabójstw i znęcania się nad ludnością cywilną i jeńcami oraz dla zdrajców narodu polskiego, jak również akta prokuratorskie spraw umorzonych i zawieszonych na podstawie przedmiotowego dekretu.
Uzupełnieniem zasobu są archiwalia, które Główna Komisja otrzymała w wyniku współpracy z instytucjami zagranicznymi i polskimi archiwami państwowymi, a także materiały przekazane przez osoby prywatne. Są to cenne dokumenty historyczne, tj. raport Jürgena Stroopa, dotyczący likwidacji getta w Warszawie, dziennik generalnego gubernatora Hansa Franka czy też pamiętnik Johanna Paula Kremera, lekarza SS w niemieckim obozie koncentracyjnym Auschwitz-Birkenau. Te archiwalia były wykorzystane m.in. w procesie toczącym się po zakończeniu II wojny światowej przed Międzynarodowym Trybunałem Wojskowym w Norymberdze oraz w postępowaniach karnych przed polskim Najwyższym Trybunałem Narodowym (m.in. procesy Rudolfa Hössa oraz załogi obozu koncentracyjnego Auschwitz-Birkenau). Ponadto w dyspozycji Centrum są kopie cyfrowe tysięcy dokumentów uzyskanych od instytucji partnerskich z Estonii, Gruzji, USA, Ukrainy i Węgier.
Centrum dysponuje 3500 metrami bieżącymi materiałów archiwalnych, które wykorzystuje do realizacji swych zadań.

### Baza danych Arolsen Archives
Centrum dysponuje bazą danych Arolsen Archives. Jest to największy na świecie zbiór zdigitalizowanych dokumentów poświęconych osobom represjonowanym przez III Rzeszę, zawiera rekordy dotyczące ponad 17 mln osób. IPN jest jedną z nielicznych instytucji na świecie, które posiadają pełną wersję bazy. Dostęp do bazy stał się możliwy dzięki przystąpieniu 7 marca 2000 roku Rzeczypospolitej Polskiej do Umów Bońskich z 1955 roku.